# Catocala sierrae
Catocala sierrae är en fjärilsart som beskrevs av William Beutenmüller 1897. Catocala sierrae ingår i släktet Catocala och familjen nattflyn. Inga underarter finns listade i Catalogue of Life.